# Vlora Bedeti
Pour les articles homonymes, voir Vlora (homonymie).
Vlora Bedeti, née le 22 octobre 1991, est une judokate slovène en activité évoluant dans la catégorie des moins de 57 kg.

## Biographie
Aux Championnats du monde de judo 2013 à Rio de Janeiro, elle est médaillée de bronze en moins de 57 kg.

## Palmarès
| Année | Compétition           | Lieu           | Résultat | Catégorie      |
| ----- | --------------------- | -------------- | -------- | -------------- |
| 2010  | Championnats d'Europe | Vienne         | 3e       | Moins de 63 kg |
| 2013  | Championnats du monde | Rio de Janeiro | 3e       | Moins de 57 kg |